# 로날트 바테뢰스
로날트 카타리나 마르티뉘스 바테뢰스(네덜란드어: Ronald Katarina Martinus Waterreus ˈroːnɑlt kaːˈtaːrinaː mɑrˈtinʏs ˈʋaːtəˌrøːs[*], 1970년 8월 25일, 림뷔르흐 주 러미르스 ~)는 네덜란드의 전직 축구 선수로, 현역 시절 골키퍼로 활약했다. 그는 주로 PSV와 레인저스에서 활약한 것으로 알려져 있고, 메이저 리그 사커의 뉴욕 레드불스에서 말년을 보냈다.

## 클럽 경력
림뷔르흐 주 러미르스 출신인 바테뢰스는 1992년에 로다에서 프로 무대에 입문했다. 1994년에 PSV에 합류하면서, 그는 에레디비시의 정상급 골키퍼로 거듭났고, 이후 네덜란드 국가대표팀에도 이름을 올렸다.
PSV의 주전 수문장으로 10년을 활약한 바테뢰스는 1년 동안 맨체스터 시티에서 보냈다. 그는 2005년에 스코티시 프리미어리그의 레인저스로 이적해 부상당한 슈테판 클로스를 대체하기 위해 영입되었지만, 소속 구단의 주전 수문장으로 거듭났다. 그는 2005-06 시즌에 챔피언스리그에서 맹활약하며 구단 역사상 첫 조별 리그 통과를 이끌었다. 그러나, 바테뢰스는 네덜란드 언론에 레인저스를 비난한 내용이 기고되자 지지자들의 비난을 받았는데, 이는 지지자들이 보도 내용을 오인한 데에서 벌어진 일이었다. 바테뢰스는 계약 연장에 합의점을 찾지 못하면서 2006년 6월 7일에 레인저스를 떠났다.
그는 2006년 12월 4일에 AZ와 단기 계약을 맺어, 12월에 부상으로 빠진 조이 디둘리차와 할리트 시누를 대신했다. 2007년 1월, 그는 AZ를 떠나 메이저 리그 사커의 뉴욕 레드불스에 입단해 3경기 후 4번째 경기 전반전을 무실점으로 틀어막아 메이저 리그 사커 신고식 후 가장 오랜 기간 무실점을 기록한 수문장이 되었다.

## 국가대표팀 경력
바테뢰스는 유로 2004에 네덜란드 국가대표팀 일원으로 참가했지만, 1경기도 출전하지 못했다. 그는 국가대표팀 경기에 총 7번 출전했다.

## 수상
PSV
- 에레디비시: 1996-97, 1999-2000, 2000-01, 2002-03
- KNVB 베커르: 1995-96
- 요한 크라위프 스할: 1997, 1998, 1999, 2001, 2002, 2004

레인저스
- 스코티시 프리미어리그: 2004–05[3]
- 스코티시 리그컵: 2004–05[4]